# Ascendonanus
Ascendonanus é um gênero da extinta família dos sinapsídeos Varanopidae. Seus representantes relativamente pequenos, semelhantes a lagartos, viveram no início do Permiano há cerca de 290 milhões de anos na atual Europa Central. A única espécie descrita até agora é Ascendonanus nestleri proveniente da Floresta Petrificada de Chemnitz.

## Etimologia
O nome do gênero "Ascendonanus" é composto das palavras latinas ascendo que significa "subir", e nanus que significa "anão". Ele se refere ao tamanho pequeno do corpo e ao fato de que os representantes do estilo de vida de escalada em árvores da espécie são adotados. O epíteto das espécies únicas e de tipo homenageia o Chemnitzer Knut Nestler, que morreu em 2016 e que foi voluntário escavador, patrono e amigo do Museu de História Natural em Chemnitz por muitos ano

## Localidade dos fósseis
Todos os cinco espécimes conhecidos do gênero (também todos as cinco cópias conhecidas do tipo espécie A. nestleri) * foram em 2009 e 2011 descobertas em uma localidade fóssil no Zeisigwald-Tuff da formação Leukersdorf da bacia Vorerzgebirgs na cidade de Chemnitz.